# Art Van Damme

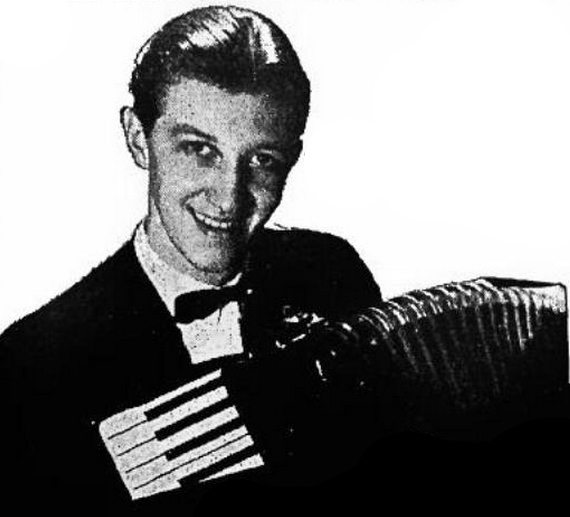
Art Van Damme 1944.

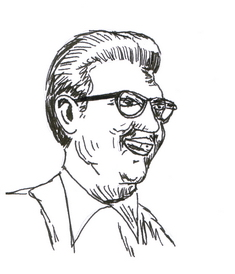
Art Van Damme

Art Van Damme, född den 9 april 1920 och död den 15 februari 2010, var en amerikansk jazzdragspelare.

## Biografi
Van Damme föddes i Norway, Michigan och började spela dragspel då han var nio år. Då familjen flyttat till Chicago 1934 började han studera klassisk musik. 1941 blev han dragspelare i Ben Bernies band och arrangerade Benny Goodmans musik för dragspel. Åren 1945 till 1960 arbetade han på tv-bolaget NBC, där han bl.a. uppträdde i The Dinah Shore Show, Tonight och The Dave Garroway Show. Han spelade in 130 avsnitt av sin egen Art Van Damme Show för NBC:s radio.
Han turnerade i Europa, inklusive Sverige, och var även populär i Japan. Han vann regelbundet jazztidningen Down Beats läsaromröstning rörande mest populäre jazzdragspelare.
Han var gift och fick tre barn och sex barnbarn. Trots att han drog sig tillbaka till Florida, så fortsatte han att uppträda nästan ända fram till den 15 februari 2010 då han avled vid 89 års ålder i sviterna efter en lunginflammation.

## Diskografi
- The Art Of Van Damme (Phillips, B 07189)
- Pa Kungliga Djurgarden (Pi, PLP 005)
- Lover Man (Pickwick, SPC 3009)
- By Request (Sonic Arts Digital, LS12)
- Art & Liza (Svenska Media AB, SMTE 5003)
- Cocktail Capers (Capitol, H178)
- More Cocktail Capers (Capitol, T300)
- More Cocktail Capers (Capitol, H30) 0 (10")
- The Van Damme Sound (Columbia, CL-544)
- They're Playing Our Song (Columbia, CL-1227)
- Everything's Coming Up Music (Columbia, CL-1382/CS-8177)
- House Party (Columbia, CL-2585)
- Music For Lovers Harmony (Columbia, HS 11239)
- Many Mood Of Art (BASF, MC 25113)
- Star Spangled Rhythm (BASF, MC 25157) (Doppelset)
- State Of Art (MPS, 841 413 2)
- 1953 Martini Time (Columbia, CL-630)
- 1956 Manhattan Time (Columbia, CL-801)
- 1956 Art Van Damme & Miss Frances Bergen (Columbia, CL873
- 1956 The Art Of Van Damme (Columbia, CL-876)
- 1960 Accordion a la Mode (Columbia, CL-1563/CS-8363)
- 1961 Art Van Damme Swings Sweetly (Columbia, CL-1794/CS 8594)
- 1962 A Perfect Match (Columbia, CL-2013/CS-8813)
- 1964 Septet (Columbia, CS-8992)
- 1966 With Art Van Damme in San Francisco (MPS 15073)(SABA SB 15073 ST)
- 1967 The Gentle Art of Art (MPS 15114)
- 1967 Ecstasy (MPS 15115)(SABA, SB 15115 ST)
- 1968 Art In The Black Forest (MPS, MPS 15172)
- 1968 Lullaby In Rhythm (MPS, MPS 15 171)
- 1969 On The Road (MPS, MPS 15235)
- 1969 Art & Four Brothers (MPS, MPS 15236)
- 1970 Blue World (MPS 15277)(Pausa, PR 7027)
- 1970 Keep Going (MPS 15278)(Pausa, PR 7104)
- 1972 Squeezin' Art & Tender Flutes (MPS 15372)(Pausa, PR 7126)
- 1972 The Many Moods of Art
- 1973 Star Spangled Rhythm
- 1973 Invitation
- 1973/1979 Art van Damme with Strings (MPS 15412)
- 1983 Art Van Damme & Friends (Pausa, PR 7151)
- 1995 Two Originals - Keep Going/Blue World
- 1998 Van Damme Sound/Martini Time (Collectables CD)
- 1999 Once Over Lightly/Manhattan Time (Collectables CD)
- 2000 State of Art (MPS 8414132)
- 2000 Accordion à la Mode/A Perfect Match
- 2006 Swinging The Accordion On MPS